# Mayo (Soubré)
Mayo este o comună din regiunea Soubre, Coasta de Fildeș.